# 弧角散紋夜蛾
弧角散紋夜蛾（学名：Callopistria duplicans）为夜蛾科散紋夜蛾屬下的一个种。